# Palingeniidae
Palingeniidae is een familie van haften (Ephemeroptera).

## Geslachten
De familie Palingeniidae omvat de volgende geslachten:
- Anagenesia Eaton, 1883
- Chankagenesia Buldovsky, 1935
- Cheirogenesia Demoulin, 1952
- Mortogenesia Lestage, 1923
- Palingenia Burmeister, 1839
- Plethogenesia Ulmer, 1920